# Alexandru Pugna
Alexandru Pugna (n.  14 noiembrie 1961, Căianu Mic, județul Bistrița-Năsăud) este un interpret al cântecului năsăudean, realizator de emisiuni folclorice în radio și televiziune, politician al culturii și om al bisericii din România.

Cariera sa artistică s-a contopit cu implicarea în viața social-politică a comunității unde a locuit de ani buni - Bistrița. Începutul în politică s-a realizat în anul 2000, când a fost ales, pe listele APR, consilier municipal pentru  Bistrița. După câteva luni, prin desființarea APR, Alexandru Pugna s-a alăturat grupului PDSR, ulterior devenind PSD, membru al cărui partid este până în prezent. Mandatul de consilier municipal a durat până în anul 2008 – an în care a fost ales Consilier Județean al  Consiliului Județean Bistrița-Năsăud. Din anul 2012 este Vicepreședinte al Consiliului Județean Bistrița-Năsăud, având atribuțiuni legate în special de promovarea și monitorizarea activității culturale la nivel de Bistrița-Năsăud, coordonează Instituțiile de protecție socială din  județul Bistrița-Năsăud și Direcția Economică din cadrul Consiliului Județean Bistrița-Năsăud. 

## Biografie

### Copilăria
Alexandru Pugna s-a născut în Căianu Mic, la poalele Țibleșului, județul Bistrița-Năsăud, într-o zi de 14 noiembrie a anului 1961. Mama Ludovica - casnică, iar tatăl Ioan - țăran gospodar, au întemeiat o familie de cinci copii, trei fete și doi băieți, Sandu, cum îi spun cei apropiați, fiind fratele cel mare. În vremuri grele, după cum recunoaște însuși artistul, banii în casă îi aducea tatăl, cu sudoare și greutăți, iar banii "abia ajungeau de la plată la avans ".

### Debuturi
Vocea lui Alexandru Pugna s-a auzit pentru prima dată la Radio în 1984, la Radio Târgu-Mureș, unde, sub coordonarea redactorului Dumitru Buzoianu, artistul a imprimat mai multe cântece populare, care ulterior se vor regăsi în repertoriul artistului. Debutul care a însemnat adevărata recunoaștere a talentului și aprecierii calităților vocale ale cântărețului, s-a întâmplat în anul 1987, când, împreună cu orchestra Radio, condusă de Constantin Arvinte, a imprimat la Radio România București.

### Activitatea artistică
Începe să cânte încă de mic copil fiind nelipsit de la serbările școlare ce aveau loc în satul natal Căianu Mic.

1978 - devine solist al Ansamblului folcloric ”Cununa de pe Someș” unde se perfecționează ca interpret al cântecului popular și împreună cu care susține spectacole în țară și străinătate: Franța, Germania, Polonia, Danemarca, Israel, Grecia, Portugalia, Olanda, Ungaria, etc.

1984 - face primele sale înregistrări la Radio Târgu Mureș cu prof. Dumitru Buzoianu ca redactor.

1987 - primele înregistrări la Radio România București cu Orchestra Radio dirijată de Constantin Arvinte. Redactori acestui frumos moment au fost Angela Marinescu și Gruia Stoia.

1988 - participă cu succes la binecunoscutul concurs organizat de Televiziunea Română - „Floarea din grădină”, fiind prezentat în concurs de Ioan Simion Pop. Redactor al acelei ediții a fost binecunoscuta realizatoare a Televiziunii Române Mărioara Murărescu - a cărei emisiune Tezaur Folcloric a reprezentat un reper al promovării folclorului autentic în România.

1990 - apare primul disc la Casa de Discuri „Electrecord” - un disc comun cuprinzând înregistrări Radio București.

1992 - laureat al celui mai valoros concurs al vremii - „Topul tinerilor interpreți de muzică populară”, organizat de Radio România.

1996 - are un rol hotărâtor în reînființarea la Bistrița, după șase ani de absență, a unui Ansamblu Folcloric Profesionist - „Dor Transilvan” atunci, acum „Dor Românesc”;

1996 - laureat al numeroase concursuri și festivaluri folclorice de interpretare muzicală;

1996 - numeroase înregistrări la Radio, la diferite Case de producție muzicală - peste 90 de cântece - unele apărute pe C.D.-uri sau casete audio( cântece de muzică populară, colinde și pricesne);

1996 - Numeroase apariții la Spectacole în țară și străinătate, la diverse emisiuni Radio și TV.

2007 - primește Premiul special al juriului la Festivalul Internațional de Film „Eco- Etno-Folk- Film” de la Slătioara cu filmul „Biserica de lemn din Budurleni” în competiție cu filme din 34 de țări ale lumii;

2007 - primește PREMIUL DE EXCELENȚĂ a Municipiului Bistrița, cea mai mare distincție ce se oferă anual, unei singure personalități a Municipiului, fiind cel mai tânăr deținător al acestei distincții.

2007 - Realizator al emisiunilor de folclor „La izvor de cânt și dor” la Radio Transilvania și Televiziunea AS-TV Bistrița.

2007 - Președintele Asociației „Pană de păun” Bistrița și a Fundației „Atlantida” Bistrița, Alexandru Pugna a susținut ”VOCEA POPULARĂ” a României.

2007 - Inițiator și organizator la Festivalului Național de interpretare a cântecului popular românesc „PANĂ DE PĂUN”și a Festivalului Național de interpretare a cântecului popular românesc „VALERIA PETER PREDESCU” precum și a Concertelor „LUMINA ÎNVIERII” și „COLINDE ȘI CÂNTECE STRĂBUNE” ce au loc anual la Bistrița.

### Repertoriul
Repertoriul său cuprinde cântece din zona năsăudeana în mod special, dar și din alte subzone ale Județul Bistrița Năsăud, culese de la rapsozii satelor din acest ținut. Repertoriul său cuprinde peste 100 de cântece înregistrate în studiourile Radio România sau la diverse Case de producție muzicală din România. În repertoriul său gasim și cântece religioase - Pricesne, cum sunt ele cunoscute în Biserica Ortodoxă din Transilvania precum și Colinde românești autentice.

### Distincții
Este laureat la 16 concursuri și Festivaluri de folclor din România.
| 2007      |  | primește PREMIUL DE EXCELENȚĂ a Municipiului Bistrița, cea mai mare distincție ce se oferă anual, unei singure personalități a Municipiului, fiind cel mai tânăr deținător al acestei distincții;                              |
| 2007      |  | primește Premiul special al juriului la Festivalul Internațional de Film „Eco-Etno-Folk-Film” de la Slătioara, Vâlcea cu filmul „Biserica de lemn din Budurleni” în competiție cu filme din 34 de țări ale lumii.              |
| 2011      |  | Cetățean de onoare al Comunei Căianu Mic, Județul Bistrița Năsăud. |
| 2011      |  | Cetățean de onoare al Comuna Sălciua, Alba. |
| 2011      |  | primește DIPLOMA DE ALEASĂ CINSTIRE din partea MITROPOLIEI CLUJULUI, ALBEI, CRIȘANEI și MARAMUREȘULUI - oferită de IPS Arhiepiscop si Mitropolit ANDREI - Mitropolitul Mitropoliei Clujului, Albei, Crișanei și Maramureșului. |
| 2011      |  | DIPLOMĂ DE ONOARE oferită de TVR la 25 de ani de activitate artistică. |
| 2011 2012 |  | Premiul pentru Conservarea și valorificarea tradiției și creației populare din ținutul năsăudean, în cadrul GALEI PREMIILOR MUZICII POPULARE ROMÂNEȘTI.                                                                        |

### Activitatea politică
Începutul în politică s-a realizat în anul 2000, dintr-o întâmplare, nepropunându-și niciodată o cariera în acest domeniu. La rugămintea unui prieten, a participat la întâlnirile Partidului APR unde i s-a propus să candideze pentru Consiliul Local al Municipiului Bistrița. Acceptând din respect pentru cei ce l-au propus,  a fost ales pe listele  APR, consilier municipal pentru Bistrița. După câteva luni, prin desființarea  APR, Alexandru Pugna s-a alăturat grupului PDSR, ulterior devenind PSD, membru al cărui partid este până  în prezent. Mandatul de consilier municipal a durat până în anul 2008 – an în care a fost ales Consilier Județean al Consiliului Județean Bistrița-Năsăud. Din anul 2012 este Vicepreședinte al Consiliului Județean Bistrița-Năsăud, având atribuțiuni legate în special de promovarea și monitorizarea activității culturale la nivel de Bistrița-Năsăud, coordonează Instituțiile de protecție socială din județul Bistrița-Năsăud și Direcția Economică din cadrul Consiliului Județean Bistrița-Năsăud. Din anul 2013 este Vicepreședinte al PSD Bistrița Năsăud.

### Viața personală
Din anul 1989 este căsătorit cu Eugenia Mariana(Baci) - economist, funcționar la Administrația  Financiară a Județului Bistrița-Năsăud.

## Discografie
| An   | Suport                    | Denumire                                   | Cântece | Casa productie                                             | Acompaniament                                               |
| ---- | ------------------------- | ------------------------------------------ | --- | ---------------------------------------------------------- | ----------------------------------------------------------- |
| 1986 | Disc vinil                | ”Interpreți din Bistrița Năsăud”           | Cântece | Electrecord                                                | Acompaniament                                               |
| 1994 | Casetă audio              | ”Dragu-mi-i să cânt la lume”               | Cântece | Casa de Editură ”Luna Editorial House”- București          | Acompaniament                                               |
| 1995 | Casetă audio Compact Disc | ”Ceteră cu strună deasă”                   | Cântece | Roton - București                                          | Acompaniament                                               |
| 1999 | Casetă audio Compact Disc | ”La fântâna dorului”                       | La fântâna dorului Mândra mea de altă dată Ia-ți mireasă ziua bună Mândre-s șezătorile Drag mi-i jocu bătrânesc Am auzit mândră eu Mândrulucă de demult Dragostea și doru greu Avut-am o mândră dragă Mândra mea de astă vară Io ți-am spus mândro, ți-am spus Za ceteraș numai azi Horile le-o semănat Io cătană am plecat Ce-i o mamă pe pământ Plugu patru boi îl trag Cine de tânăr se-nsoară | Casa de producție muzicală ”Sonex” Zalău                   | Acompaniament                                               |
| 2004 | Casetă audio              | ”Pe Țibleș în sus și-n jos”                | Pe Țibleș în sus și jos Bătrânețe haine grele Bună seara mândră dragă Ceteraș de la Căian Mândruța de la Căian Urâtu și dragostea Dragu mii să cânt la lume Ruja mândră în grădină Sus la Alba în cetate Mândra mea s-o lăudat Frunza-n prun frunza sub prun Auzit-am mândră eu Miorița Zii ceteraș de strigăt Mândruță cu ochii verzi La stâlpul vranității Tu mândruță de demult                | Casa de producție muzicală ”Oltenia Star Music Production” | Acompaniament                                               |
| 2008 | Compact Disc              | ”De la Salva pan la Cluj”                  | Cântece | Casa de producție muzicală ”Libris” Brașov                 | Acompaniament                                               |
| 2010 | Compact Disc              | ”La Dobric la mănăstire”                   | Cântece | Casa de producție muzicală ”Libris” Brașov                 | Acompaniament                                               |
| 2011 | Compact Disc              | ”La curțile dorului”                       | Cântece | Casa de producție muzicală ”Libris” Brașov                 | Acompaniament                                               |
| 2012 | Compact Disc              | "Din Bistrița Năsăud Mândre cântece s-aud" | Cântece | Societatea de Concerte Bistrița                            | Grupuri conduse de Ștefan Cigu, Anghel Urs și Ovidiu Barteș |

De asemenea a înregistrat un album de Colinde autentice de pe Valea Țibleșului împreună cu grupul de copii ”Miorița” din Căianu Mic.